# Wangisuchus
Wangisuchus is een geslacht van uitgestorven archosauriforme reptielen uit het Midden-Trias van China dat bekend is van fragmentarische fossiele kaakbotten. Deze botten werden gevonden op de vindplaats Hsishihwa in de late Ermaying-formatie, die ongeveer 242 miljoen jaar geleden dateert uit het Laat-Anisien. Wangisuchus werd in 1964 benoemd door de Chinese paleontoloog Yang Zhongjian, die de enige soort Wangisuchus tzeyii beschreef op basis van deze botten.

## Classificatie
Yang classificeerde Wangisuchus in de familie Euparkeriidae, die ook de veel bekendere Euparkeria uit het Vroeg-Trias van Zuid-Afrika omvat. Hij diagnosticeerde Wangisuchus door de volgende kenmerken: lange en lage vorm van de bovenkaak; puntig achterste uitsteeksel van de bovenkaak; afgeronde voorste rand van de bovenkaak; thecodonte tand implantatie; crurotarsale (krokodilachtige) structuur van de enkel.
Latere auteurs merkten op dat een hielbeen, of enkelbot, dat door Yang naar Wangisuchus wordt verwezen, meer lijkt op dat van een suchische archosauriër, hoewel ze niet hebben besproken of de syntypen IVPP V.2701,  bestaande uit twee linkerbovenkaaksbeenderen en twee rechterbovenkaaksbeenderen, een suchiër of euparkeriide zouden kunnen zijn. In hun bespreking van vermeende euparkeriiden uit China concludeerden Richard Butler e.a. dat Wangisuchus een nomen dubium is, een lid van de Archosauriformes, verder onbepaald omdat het holotype geen diagnostische kenmerken had, hoewel de implantatie van de thecodonte tand wees op een nauwere verwantschap met Archosauria dan met Proterosuchus.